# Nazionale maschile under 20 di calcio del Senegal
La nazionale di calcio del Senegal Under-20, posta sotto l'egida della FSF, è la rappresentativa calcistica Under-20 del Senegal.

## Storia
Ha esordito nel mondiale Under-20 nell'edizione del 2015, ottenendo il quarto posto dopo aver perso in semifinale contro il Brasile e poi nella finalina contro il Mali.
Nell'edizione del 2019, dove la nazionale ha raggiunto i quarti di finale, il senegalese Amadou Sagna ha segnato il gol più rapido nella storia del mondiale Under-20, andando in rete dopo 9,6 secondi di gioco nella partita contro Tahiti nella fase a gironi.

## Partecipazioni a competizioni internazionali

### Mondiali U-20
| Anno   | Piazzamento      | G               | V               | N*              | P               | GF              | GS              |                 |
| ------ | ---------------- | --------------- | --------------- | --------------- | --------------- | --------------- | --------------- | --------------- |
| 1977   | Non qualificato  | Non qualificato | Non qualificato | Non qualificato | Non qualificato | Non qualificato | Non qualificato | Non qualificato |
| 1979   | Non qualificato  | Non qualificato | Non qualificato | Non qualificato | Non qualificato | Non qualificato | Non qualificato | Non qualificato |
| 1981   | Non qualificato  | Non qualificato | Non qualificato | Non qualificato | Non qualificato | Non qualificato | Non qualificato | Non qualificato |
| 1983   | Non qualificato  | Non qualificato | Non qualificato | Non qualificato | Non qualificato | Non qualificato | Non qualificato | Non qualificato |
| 1985   | Non qualificato  | Non qualificato | Non qualificato | Non qualificato | Non qualificato | Non qualificato | Non qualificato | Non qualificato |
| 1987   | Non qualificato  | Non qualificato | Non qualificato | Non qualificato | Non qualificato | Non qualificato | Non qualificato | Non qualificato |
| 1989   | Non qualificato  | Non qualificato | Non qualificato | Non qualificato | Non qualificato | Non qualificato | Non qualificato | Non qualificato |
| 1991   | Non qualificato  | Non qualificato | Non qualificato | Non qualificato | Non qualificato | Non qualificato | Non qualificato | Non qualificato |
| 1993   | Non qualificato  | Non qualificato | Non qualificato | Non qualificato | Non qualificato | Non qualificato | Non qualificato | Non qualificato |
| 1995   | Non qualificato  | Non qualificato | Non qualificato | Non qualificato | Non qualificato | Non qualificato | Non qualificato | Non qualificato |
| 1997   | Non qualificato  | Non qualificato | Non qualificato | Non qualificato | Non qualificato | Non qualificato | Non qualificato | Non qualificato |
| 1999   | Non qualificato  | Non qualificato | Non qualificato | Non qualificato | Non qualificato | Non qualificato | Non qualificato | Non qualificato |
| 2001   | Non qualificato  | Non qualificato | Non qualificato | Non qualificato | Non qualificato | Non qualificato | Non qualificato | Non qualificato |
| 2003   | Non qualificato  | Non qualificato | Non qualificato | Non qualificato | Non qualificato | Non qualificato | Non qualificato | Non qualificato |
| 2005   | Non qualificato  | Non qualificato | Non qualificato | Non qualificato | Non qualificato | Non qualificato | Non qualificato | Non qualificato |
| 2007   | Non qualificato  | Non qualificato | Non qualificato | Non qualificato | Non qualificato | Non qualificato | Non qualificato | Non qualificato |
| 2009   | Non qualificato  | Non qualificato | Non qualificato | Non qualificato | Non qualificato | Non qualificato | Non qualificato | Non qualificato |
| 2011   | Non qualificato  | Non qualificato | Non qualificato | Non qualificato | Non qualificato | Non qualificato | Non qualificato | Non qualificato |
| 2013   | Non qualificato  | Non qualificato | Non qualificato | Non qualificato | Non qualificato | Non qualificato | Non qualificato | Non qualificato |
| 2015   | Quarto posto     | 7               | 2               | 2               | 3               | 6               | 14              |                 |
| 2017   | Ottavi di finale | 4               | 1               | 1               | 2               | 2               | 2               |                 |
| 2019   | Quarti di finale | 5               | 3               | 2               | 0               | 10              | 4               |                 |
| 2023   | Primo turno      | 3               | 0               | 2               | 1               | 2               | 3               |                 |
| Totale | 4/23             | 19              | 6               | 7               | 6               | 20              | 23              |                 |

## Tutte le rose

### Campionato mondiale di calcio Under-20
Campionato del mondo Under-20 20151 K. N'Diaye, 2 N'Dione, 3 Corréa, 4 Sané, 5 Faye, 6 E. Cissé, 7 Wadiji, 8 Sarr, 9 P. Cissé, 10 S. Niang, 11 M. Niang, 12 L. N'Diaye, 13 Sylla, 14 Koné, 15 Wagué, 16 S. Sy, 17 Gomis, 18 Sow, 19 Thiam, 20 Nassalan, 21 I. Sy, CT: Koto
Campionato del mondo Under-20 20171 Mo. Mbaye, 2 Diouf, 3 Ndecky, 4 Aw, 5 Diagne, 6 Diarra, 7 Niane, 8 Ba, 9 Pouye, 10 Badji, 11 Ib. Ndiaye, 12 P. Guèye, 13 A. Guèye, 14 Niang, 15 Ma. Mbaye, 16 L. Sarr, 17 Diatta, 18 S. Sarr, 19 Kane, 20 Ly, 21 Id. Ndiaye, CT: Koto
Campionato del mondo Under-20 20191 Sarr, 2 M. N'Diaye, 3 Mendy, 4 Diagne, 5 Aw, 6 N. N'Diaye, 7 Sagna, 8 Mbow, 9 A. N'Diaye, 10 Dramé, 11 Danfa, 12 Diounkou, 13 Cissé, 14 Niane, 15 Niang, 16 D. N'Diaye, 17 Lopy, 18 Ndaw, 19 Badji, 20 Ciss, 21 Djiba, CT: Dabo
Campionato del mondo Under-20 20231 Niang, 2 M. Guèye, 3 Diarra, 4 Camara, 5 Seck, 6 Basse, 7 Diouf, 8 A. Diop, 9 S. Faye, 10 Diallo, 11 Gning, 12 B. N'Diaye, 13 Sano, 14 Ngom, 15 Cissoko, 16 M. N'Diaye, 17 M. Faye, 18 M. Guèye, 19 Mbow, 20 P. Diop, 21 Badji, CT: Daf

## Rosa attuale
Lista dei convocati per il campionato mondiale del 2023 in Argentina.
| N. | Pos. | Giocatore             | Data di nascita/Età         | Squadra               |
| -- | ---- | --------------------- | --------------------------- | --------------------- |
| 1  | P    | Alioune Niang         | 1º gennaio 2003 (20 anni)   | La Linguère           |
| 2  | D    | Mouhamed Guèye        | 15 ottobre 2003 (19 anni)   | Diambars              |
| 3  | C    | Djibril Diarra        | 30 aprile 2004 (19 anni)    | Génération Foot       |
| 4  | C    | Mamadou Lamine Camara | 5 gennaio 2003 (20 anni)    | RS Berkane            |
| 5  | A    | Ibrahima Seck         | 1º gennaio 2004 (19 anni)   | Gorée                 |
| 6  | D    | Souleymane Basse      | 6 novembre 2003 (19 anni)   | Génération Foot       |
| 7  | A    | Oumar Diouf           | 15 marzo 2003 (20 anni)     | AF Darou Salam        |
| 8  | D    | Amidou Diop           | 8 marzo 2004 (19 anni)      | Génération Foot       |
| 9  | A    | Souleymane Faye       | 8 febbraio 2003 (20 anni)   | Talavera de la Reina  |
| 10 | A    | Samba Diallo          | 5 gennaio 2003 (20 anni)    | Dinamo Kiev           |
| 11 | C    | Mamadou Gning         | 22 dicembre 2006 (16 anni)  | Espoirs de Guédiawaye |
| 12 | D    | Babacar N'Diaye       | 25 ottobre 2004 (18 anni)   | Douanes               |
| 13 | D    | Seydou Sano           | 27 ottobre 2004 (18 anni)   | Gorée                 |
| 14 | A    | Libasse Ngom          | 4 dicembre 2003 (19 anni)   | Guédiawaye            |
| 15 | C    | Ibrahima Cissoko      | 18 aprile 2003 (20 anni)    | Gorée                 |
| 16 | P    | Mamour N'Diaye        | 22 ottobre 2005 (17 anni)   | Oslo FA Dakar         |
| 17 | A    | Mame Mor Faye         | 12 luglio 2005 (17 anni)    | AF Darou Salam        |
| 18 | C    | Mouhamed Guèye        | 16 novembre 2003 (19 anni)  | Gorée                 |
| 19 | D    | Mapenda Mbow          | 20 luglio 2004 (18 anni)    | Espoirs de Guédiawaye |
| 20 | C    | Pape Demba Diop       | 4 settembre 2003 (19 anni)  | Zulte Waregem         |
| 21 | P    | Landing Badji         | 21 settembre 2003 (19 anni) | Pikine                |